# کله فشنگی
کله فشنگی (به انگلیسی: Bullet Head) یک فیلم داستان جنایی آمریکایی-بلغاری محصول سال ۲۰۱۷به کارگردانی پل سولت می‌باشد.

## داستان
سه جنایتکار در خانه ای جنگی گیر می‌کنند و پلیس‌ها به سرعت به آنها نزدیک می‌شوند ولی چیزی در خانه منتظر انهاست که به مراتب تهدید وحشتناک تری است و هر لحظه موضوع فیلم پیچیده‌تر می‌شود

## بازیگران
- آدرین برودی … استیسی
- جان مالکوویچ … واکر
- آنتونیو باندراس … ابی
- روری کالکین … گاج
- الکساندرا دینو … گریس
- آوری فیفر
- [۴][۵][۶][۷][۸]